# Aeroportul Notohadinegoro
Aeroportul Notohadinegoro (IATA: JBB, ICAO: WARE) este un aeroport din Jember, Provincia Java de Est, Indonezia ce deservește zona Jember⁠(d).
Situat la o altitudine de 86 m, aeroportul dispune de o singură pistă.